# Carcasan
Carcasan est un chef berbère des Ifuraces, une des tribus Nasamons qui réside en Tripolitaine dans le golfe Syrtique et qui est active pendant les insurrections berbères dans la préfecture du prétoire d'Afrique au milieu du vie siècle. Il apparaît pour la première fois dans les rapports de la campagne du général Jean Troglita de l'hiver 546/547, lorsqu'il est vaincu avec Antalas et d'autres chefs berbères par les troupes byzantines. Au printemps 547, après la mort du chef laguatan Ierna, il réunit les tribus berbères dispersées et est acclamé chef par celles-ci. Après avoir consulté l'oracle d'Amon, il reprend la guerre contre les Byzantins et leur inflige une lourde défaite lors de la bataille de Marta.
Au printemps 548, Antalas et lui s'affrontent à nouveau avec Jean et son allié Cusina. Les troupes berbères en révolte marchent contre Jean Troglita et campent dans la plaine de Mammès. Carcasan, confiant après sa victoire l'an dernier, souhaite affronter immédiatement l'armée de Jean, mais il cède sa place à Antalas, qui prône une tactique plus prudente, se retirer et attirer les Byzantins vers l'intérieur des terres, les forçant à marcher loin de leurs bases d'approvisionnement, et à travers le pays dévasté, dans le but de les épuiser et démoraliser,. Les rebelles berbères mettent en pratique la tactique d'Antalas, mais lorsqu'ils campent dans la plaine des champs de Caton, à Latara, ils décident de se battre en bataille rangée. Dans la confrontation qui s'ensuit, les Byzantins et leurs alliés berbères sont victorieux et Carcasan, lors d'une contre-attaque, est tué par Jean Troglita en personne selon Corippe,.

## Référencement